# Eidbukta
Eidbukta este o localitate din comuna Meløy, provincia Nordland, Norvegia, cu o suprafață de 0,38 km² și o populație de 300 locuitori (2013).